# Liselotte Højgaard
Liselotte Højgaard (født 1957 i København) er klinikchef på Klinik for Klinisk Fysiologi, Nuklearmedicin & PET, på Rigshospitalet.

## Baggrund
Højgaard har haft sin skolegang i Danmark, England og Schweiz, og er student fra Birkerød Statsskole i 1975.[kilde mangler]
Hun blev cand.med. fra Københavns Universitet i 1982,[kilde mangler]
og speciallæge i klinisk fysiologi & nuklearmedicon i 1990.[kilde mangler]

## Karriere
Højgaard blev dr.med. fra Københavns Universitet på en disputats med titlen "Gastric Potential Different Measurements" i 1991.[kilde mangler]
I 2000 blev hun klinikchef for Klinik for Klinisk Fysiologi, Nuklearmedicin & PET ved Rigshospitalet.
I 2002 var hun medvirkende ved etableringen af civilingeniøruddannelsen i Medicin og Teknologi, en fællesuddannelse (Sundhed og Informatik) mellem Københavns Universitet og Danmarks Tekniske Universitet.
Hun er klinisk professor i medikoteknik ved Det Sundhedsvidenskabelige Fakultet, Københavns Universitet og adjungeret professor, DTU.[kilde mangler]
Hun har publiceret over 250 peer review artikler i overvejende internationale tidsskrifter, og talrige artikler og indlæg og bogkapitler - om PET, klinisk fysiologi og nuklearmedicin og om forskningspolitiske emner via European Medical Research Council (EMRC).[kilde mangler]
I 2017 udgav Højgaard bogen "Hvordan får vi verdens bedste sundhedsvæsen?",
hvor løsningsforslag generelt handlede om at tilbageføre ledelseskompetencer til "fagligheden" og skære i administrationen med kritik af New public management og djøfisering.

## Tillidsposter og medlemskaber
- Formand for the European Medical Research Councils 2006-2012
- Formand for Science Advisory Board EU FP7 Health, 2010-2012.
- Tidligere chefredaktør Ugeskrift for Læger, 1996-2002
- Medlem af/Chair for Vancouver-gruppen, The International Committee of Medical Journal Editors 1996-2002.
- Præsident Copenhagen Research Forum.
- Medlem af Conseil d’Administration, INSERM, Frankrig.
- Formand for bestyrelsen for Danmarks Grundforskningsfond fra 2013.
- Medlem af Konsistorium Karolinska Instituttet, Stockholm
- Medlem af Kuratorium, Robert Bosch Fonden, Tyskland
- Medlem af bestyrelsen Novo Nordisk Fonden
- Medlem ATV og Videnskabernes Selskab
- KU koordinator for uddannelsen som civilingeniør i medicin og teknik, fælles for Danmarks Tekniske Universitet, DTU, og Københavns Universitet, KU

## Udmærkelser
- Frimærkeprisen, Dagens Medicin, 2019
- Ridder af Dannebrog 1. grad 2017
- Ordre de la Legion d'honneur, Frankrig 2015
- Direktør Ib Henriksens Fonds forskerpris, 2011
- Klein Prisen, Det Medicinske Selskab i København, 2010
- Ridder af Dannebrog 2007
- Niels A.Lassen prisen, 2005
- Medicoprisen, 2004
- hæderspris for Specialet Klinisk Fysiologi og Nuklearmedicin, 2001
- Minister Erna Hamiltons ærespris for kunst og videnskab, 200
- Alexander Foss' Guldmedalje, 2021[5][6]

I 2021 modtog Højgaard Alexander Foss' Guldmedalje.